# Église Notre-Dame-des-Victoires d'Isla

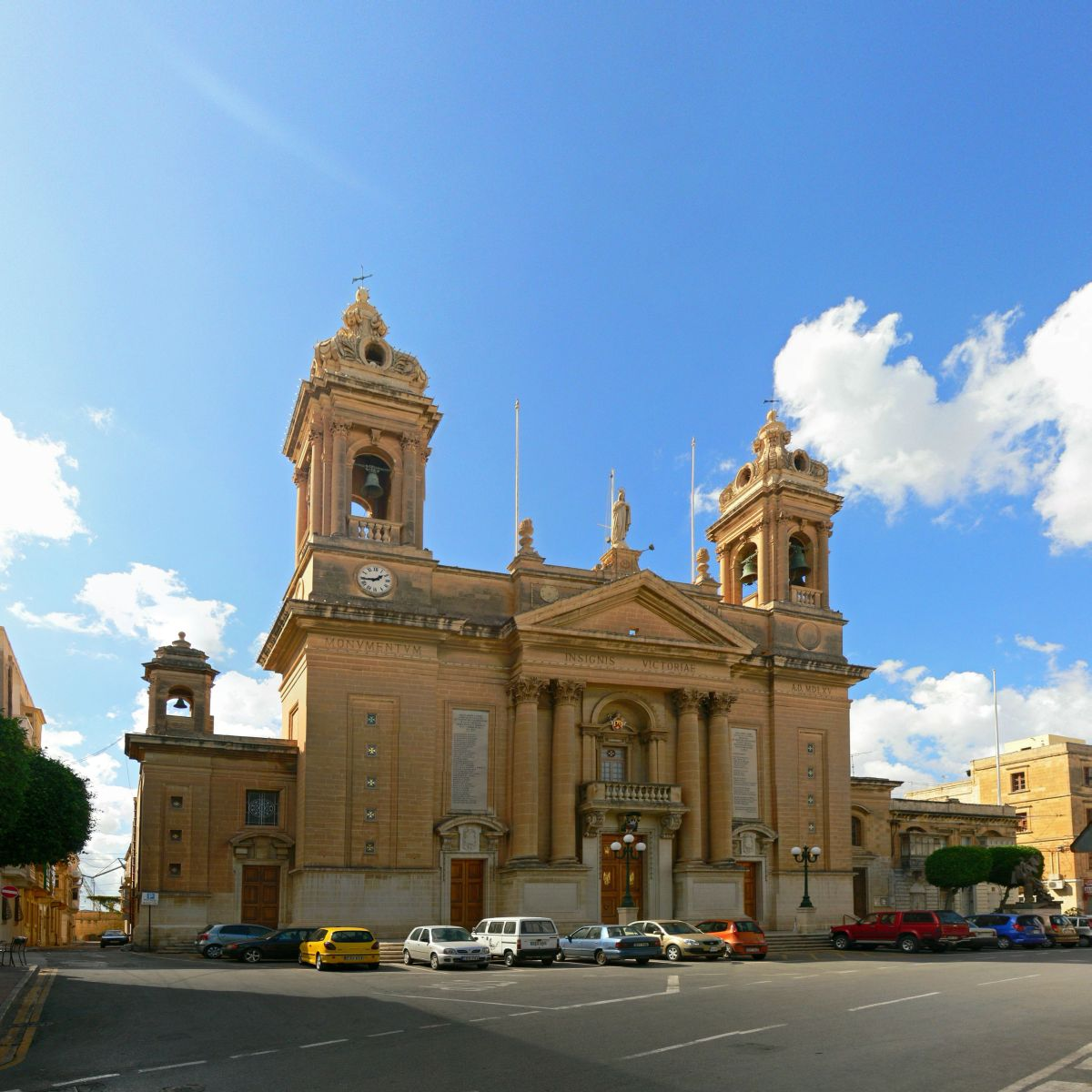
Église Notre-Dame-des-Victoires

Pour les articles homonymes, voir Église Notre-Dame-des-Victoires.
L'église Notre-Dame-des-Victoires est une église catholique située dans la ville d'Isla, à Malte.

## Historique
Construite en 1743, elle fut détruite en 1941 lors du bombardement de la ville par le HMS Illustrious. Les travaux de la nouvelle église débutèrent en 1957.

## Intérieur
Elle conserve en son sein une statue en bois enveloppée d'argent de la Vierge Marie.